# Ashes Are Burning
Ashes Are Burning is een studioalbum van de muziekgroep Renaissance uit in 1973. Voor het eerst in het bestaan van de band, speelde een orkest mee op een album.

## Geschiedenis
De band zat nog niet in rustig vaarwater. De musici die Prologue opnamen zijn hier bijna allemaal aanwezig, maar Hendry heeft de band alweer verlaten. Men moest op zoek naar een nieuwe gitarist, en vond die uiteindelijk in de eigen gelederen: Michael Dunford, die zich in eerste instantie alleen wilde toeleggen op schrijven en produceren. Hij stond niet op de hoesfoto en werd als gastmusicus vermeld.
Can You Understand? bevat een muzikaal citaat uit de filmmuziek van Doctor Zhivago gecomponeerd door Maurice Jarre. Dunford dacht in eerste instantie dat het een Russisch volksliedje was, maar dat bleek anders. Deze verwarring leidde ertoe, dat albums die niet door de band zelf werden uitgegeven, vermeldden dat Jarre de componist was van de gehele track, maar dat is dus ook niet zo.
On the Frontier is een nummer geschreven door oud-lid Jim McCarty ten tijde van zijn band Shoot; het verscheen op het gelijknamige album. Carpet of the Sun is tijdens de opname ingekort; het tekstblad bij de elpee vermeldde een extra strofe, die niet op het album wordt gezongen.
Het album verscheen samen met Prologue op compact disc onder de naam In the Beginning. Daarbij bleek At the Harbour ingekort te zijn; er zat een citaat in van Claude Debussys La Cathédrale Engloutie, waarvan de rechten opnieuw waren vastgelegd. Bij de uitgifte verdween ook een track van Prologue.

## Musici
- Annie Haslam - zang
- Jon Camp (toen nog "John Camp") – basgitaar, zang
- John Tout – toetsinstrumenten, zang
- Terence Sullivan – slagwerk, percussie, zang
- Michael Dunford – akoestische gitaar

## Composities
Alle liedjes door Dunford (muziek) en Betty Thatcher-Newsinger, behalve waar vermeld:
1. "Can You Understand?" - 9:51
2. "Let It Grow" - 4:14
3. "On the Frontier" (McCarty-Thatcher) - 4:55
4. "Carpet of the Sun" - 3:31
5. "At the Harbour" - 6:48
6. "Ashes Are Burning" - 11:20

## Verder
- Andy Powell (van Wishbone Ash) speelt de gitaarsolo aan het einde van "Ashes Are Burning". Dit was een wederdienst, omdat John Tout een jaar daarvoor het hammondorgel speelde op het album Argus van Wishbone Ash
- Tijdens live uitvoeringen van Ashes are Burning moest een oplossing gevonden worden voor het ontbreken van de elektrische gitaar, dit werd gedaan middels vocale improvisaties door Annie Haslam, een bas-solo door Jon Camp of keyboard-improvisaties. Door deze improvisaties kon het nummer soms wel een lengte van 30 minuten krijgen. Ashes are Burning werd hierdoor het lievelingsnummer van het publiek.
- Er is jarenlang gediscussieerd over de betekenis van Ashes are Burning. Pas ergens in de jaren negentig heeft Betty Thatcher een plukje van de sluier opgelicht. Tijdens een radio interview vertelde ze dat ze de tekst had geschreven naar aanleiding van een bijna-dood-ervaring. De melodie bestond al en Betty heeft deze tekst eraan toegevoegd.
- Carpet of the Sun was een uitspraak van het dochtertje van Betty Thatcher waarmee ze het grasveldje in de achtertuin bedoelde.
- Carpet of the Sun werd al veel eerder gespeeld door Renaissance en is daarom ook op een album van Illusion terechtgekomen.
- Het album kreeg diverse heruitgaven, waarvan het exemplaar uit 2019 van Esoteric Recordings nog enkele liveopnamen uit die tijd meekreeg. Ashes Are Burning bleef nog jarenlang op het repertoire van de band stand.[1]
- het album kwam in 2019 terug bij een concert van de band ter gelegenheid van hun 50ste verjaardag Ashes Are Burning - 50th Anniversary Live Anthology

Studio: Renaissance (1969) · Illusion (1971) · Prologue (1972) · Ashes Are Burning (1973) · Turn of the Cards (1974) · Scheherazade and other stories (1975) · Novella (1977) · A Song for All Seasons (1978) · In the Beginning (1978) · Azure d'Or (1979) · Camera Camera (1981) · Time-Line (1983) · Tuscany (2000) · The Mystic and The Muse (ep) (2010) · Grandine il Vento (2012)
Annie Haslams Renaissance: Blessing in Disguise  (1994)
Michael Dunford's Renaissance: The Other Woman  (1994) · Ocean Gypsy (1997)
Live: Live at Carnegie Hall (1976) · Renaissance Live at the Royal Albert Hall (1977) · BBC Sessions (1999) · Day of the Dreamer (2000) · Renaissance Unplugged (2000) · In the Land of the Rising Sun (2002) · Dreams and Omens (2008) · Renaissance DeLane Lea Studios 1973 (2015) · A symphonic journey (2018)
Compilatie: Tales of 1001 Nights (Parts 1 and 2) (1990) · Da Capo (1995) · Songs from Renaissance Days (1997) · Live & Direct (2002)